# Sinoxylodes curtulus
Sinoxylodes curtulus är en skalbaggsart som först beskrevs av Wilhelm Ferdinand Erichson 1847.  Sinoxylodes curtulus ingår i släktet Sinoxylodes och familjen kapuschongbaggar. Inga underarter finns listade i Catalogue of Life.